# Campionato europeo di calcio per amputati 2021
Il campionato europeo di calcio per amputati 2021 è stata la 2ª edizione del Campionato europeo di calcio per amputati maschili organizzato dalla European Amputee Football Federation.  Il torneo è stato vinto dalla Turchia, che, nella finale ha sconfitto la Spagna per 6-0, vincendo così il 2º titolo di campione d'Europa, nonché il 2º titolo di fila.

## Squadre partecipanti
- Belgio
- Inghilterra
- Francia
- Georgia
- Germania
- Grecia
- Irlanda
- Israele
- Italia
- Polonia
- Russia
- Spagna
- Turchia
- Ucraina

### Fase a gironi

#### Gruppo A

##### Classifica
| Pos. | Squadra | Pt | G | V | N | P | GF | GS | DR  |
| ---- | ------- | -- | - | - | - | - | -- | -- | --- |
| 1.   | Polonia | 7  | 3 | 2 | 1 | 0 | 12 | 1  | +11 |
| 2.   | Spagna  | 7  | 3 | 2 | 1 | 0 | 5  | 1  | +4  |
| 3.   | Ucraina | 3  | 3 | 1 | 0 | 2 | 5  | 4  | +1  |
| 4.   | Israele | 0  | 3 | 0 | 0 | 3 | 0  | 16 | -16 |

##### Risultati
| 12 settembre | Polonia | 3 – 0 | Ucraina | Cracovia Stadium |

| 13 settembre | Israele | 0 – 3 | Spagna | Garbarnia Stadium |

| 14 settembre | Spagna | 1 – 0 | Ucraina | Garbarnia Stadium |

|  | Polonia | 8 – 0 | Israele | Pradniczanka Stadium |

| 15 settembre | Ucraina | 5 – 0 | Israele | Garbarnia Stadium |

|  | Polonia | 1 – 1 | Spagna | Pradniczanka Stadium |

#### Girone B

##### Classifica
| Pos. | Squadra     | Pt | G | V | N | P | GF | GS | DR |
| ---- | ----------- | -- | - | - | - | - | -- | -- | -- |
| 1.   | Inghilterra | 6  | 2 | 2 | 0 | 0 | 7  | 0  | +7 |
| 2.   | Francia     | 3  | 2 | 1 | 0 | 1 | 2  | 3  | -1 |
| 3.   | Grecia      | 0  | 2 | 0 | 0 | 2 | 1  | 7  | -6 |

##### Risultati
| 13 settembre | Grecia | 0 – 5 | Inghilterra | Garbarnia Stadium |

| 14 settembre | Francia | 2 – 1 | Grecia | Garbarnia Stadium |

| 15 settembre | Inghilterra | 2 – 0 | Francia | Garbarnia Stadium |

#### Girone C

##### Classifica
| Pos. | Squadra  | Pt | G | V | N | P | GF | GS | DR  |
| ---- | -------- | -- | - | - | - | - | -- | -- | --- |
| 1.   | Russia   | 9  | 3 | 3 | 0 | 0 | 16 | 0  | +16 |
| 2.   | Irlanda  | 6  | 3 | 2 | 0 | 1 | 10 | 3  | +7  |
| 3.   | Germania | 3  | 3 | 1 | 0 | 2 | 6  | 9  | -3  |
| 4.   | Belgio   | 0  | 3 | 0 | 0 | 3 | 0  | 20 | -20 |

##### Risultati
| 13 settembre | Irlanda | 8 – 0 | Belgio | Garbarnia Stadium |

|  | Russia | 7 – 0 | Germania | Garbarnia Stadium |

| 14 settembre | Belgio | 0 – 7 | Russia | Garbarnia Stadium |

|  | Irlanda | 2 – 1 | Germania | Garbarnia Stadium |

| 15 settembre | Germania | 5 – 0 [h referto] | Belgio | Garbarnia Stadium |

|  | Russia | 2 – 0 | Irlanda | Garbarnia Stadium |

#### Girone D

##### Classifica
| Pos. | Squadra | Pt | G | V | N | P | GF | GS | DR  |
| ---- | ------- | -- | - | - | - | - | -- | -- | --- |
| 1.   | Turchia | 6  | 2 | 2 | 0 | 0 | 21 | 0  | +21 |
| 2.   | Italia  | 3  | 2 | 1 | 0 | 1 | 2  | 11 | -9  |
| 3.   | Georgia | 0  | 2 | 0 | 0 | 2 | 0  | 12 | -12 |

##### Risultati
| 13 settembre | Georgia | 0 – 10 | Turchia | Garbarnia Stadium |

|  | Italia | 2 – 0 | Georgia | Garbarnia Stadium |

| 14 settembre | Turchia | 11 – 0 | Italia | Garbarnia Stadium |

### Fase a eliminazione diretta

#### Tabellone
|  | Quarti di finale | Quarti di finale | Quarti di finale |         |         | Semifinali | Semifinali | Semifinali |  |  | Finale | Finale | Finale |  |
|  |                  |                  |                  |         |         |            |            |            |  |  |        |        |        |  |
|  | A1               | Polonia          | 2                |         |         |            |            |            |  |  |        |        |        |  |
|  | A1               | Polonia          | 2                |         |         |            |            |            |  |  |        |        |        |  |
|  | B2               | Francia          | 0                |         |         |            |            |            |  |  |        |        |        |  |
|  | B2               | Francia          | 0                |         | Polonia | Polonia    | 1          |            |  |  |        |        |        |  |
|  |                  |                  |                  |         | Polonia | Polonia    | 1          |            |  |  |        |        |        |  |
|  |                  |                  | Spagna           | Spagna  | 2       |            |            |            |  |  |        |        |        |  |
|  | B1               | Inghilterra      | Spagna           | Spagna  | 2       | 6 (1)      |            |            |  |  |        |        |        |  |
|  | B1               | Inghilterra      |                  |         |         |            |            |            |  |  |        |        |        |  |
|  | A2               | Spagna           | 7 (1)            |         |         |            |            |            |  |  |        |        |        |  |
|  | A2               | Spagna           | 7 (1)            |         | Spagna  | Spagna     | 0          |            |  |  |        |        |        |  |
|  |                  |                  |                  |         |         |            |            |            |  |  |        |        |        |  |
|  |                  |                  | Turchia          | Turchia | 6       |            |            |            |  |  |        |        |        |  |
|  | C1               | Russia           | Turchia          | Turchia | 6       | 2          |            |            |  |  |        |        |        |  |
|  | C1               | Russia           |                  |         |         |            |            |            |  |  |        |        |        |  |
|  | D2               | Italia           | 0                |         |         |            |            |            |  |  |        |        |        |  |
|  | D2               | Italia           | 0                |         | Russia  | Russia     | 2          |            |  |  |        |        |        |  |
|  |                  |                  |                  |         | Russia  | Russia     | 2          |            |  |  |        |        |        |  |
|  |                  |                  | Turchia          | Turchia | 5       |            |            |            |  |  |        |        |        |  |
|  | D1               | Turchia          | Turchia          | Turchia | 5       | 4          |            |            |  |  |        |        |        |  |
|  | D1               | Turchia          |                  |         |         |            |            |            |  |  |        |        |        |  |
|  | C2               | Irlanda          | 0                |         |         |            |            |            |  |  |        |        |        |  |

#### Quarti
| 17 settembre | Russia | 2 – 0 | Italia | Garbarnia Stadium |

|  | Turchia | 4 – 0 | Irlanda | Garbarnia Stadium |

|  | Polonia | 2 – 0 | Francia | Pradniczanka Stadium |

| ottobre | Inghilterra | 1 – 1 (6-7 rig) | Spagna | Pradniczanka Stadium |

#### Semifinali
| 18 settembre | Polonia | 1 – 2 | Spagna | Cracovia Stadium |

|  | Turchia | 5 – 2 | Russia | Cracovia Stadium |

#### Finale 3º-4º posto
| 19 settembre | Polonia | 1 – 0 | Russia | Cracovia Stadium |

#### Finale 1º-2º posto
| 19 settembre | Spagna | 0 – 6 | Turchia | Cracovia Stadium |

## Premi
- Miglior Marcatore:  Ömer Güleryüz (11 goals)[1]
- Miglior Portiere:  Luis Ribeiro Medina
- Giocatore più prezioso:  Ömer Güleryüz[1]